# Дубинин, Сергей Сергеевич
Сергей Сергеевич Дубинин (род. 25 июля 1974) — советский и российский игрок в хоккей с мячом, полузащитник и защитник, тренер, мастер спорта России международного класса (2002).

## Карьера

### Клубная
С 1981 года занимался в Абакане хоккеем с шайбой в детской команде «Энергетик». В 1985 году начал играть в хоккей с мячом в школе «Саян», где подготовкой хоккеиста начал заниматься В. А. Баранцев.
В сезоне 1991/92 дебютировал в высшей лиге чемпионата СНГ в составе «Саян», выступая за команду до 1999 года, завоёвывая в сезоне 1993/94 бронзовые медали чемпионата России.
С июля 1999 года в «Кузбассе», за который провёл 14 сезонов игровой карьеры. В составе команды становится четырёхкратным серебряным и шестикратным бронзовым призёром чемпионатов России, трижды побеждает в Кубке России.
На протяжении многих лет один из ведущих игроков «Саян» и «Кузбасса», несколько сезонов был капитаном обеих команд.
В чемпионатах СНГ/России провёл 608 игр, забил 17 мячей; в розыгрышах Кубка СНГ/России провёл 171 игру, забил 9 мячей.

### Сборная России
В сборной России в сезонах 2002/03 и 2003/04. В составе команды становится бронзовым призёром чемпионата мира 2004 года (6 матчей).

### Тренерская деятельность
Перед сезоном 2013/14 вошёл в тренерский штаб «Кузбасса».
В декабре 2014 года возглавил кемеровский «Политех», принимающий участие в первенстве России среди команд Высшей лиги, победив в финальном турнире (первенстве России) молодёжных команд.
В сезоне 2015/16 — главный тренер команды «Кузбасс-2».
В сезоне 2016/17 вновь в тренерском штабе «Кузбасса», в котором был в должности старшего тренера команды.
В дальнейшем — тренер-преподаватель в кемеровской СШ №6.

## Достижения
«Саяны»
 Бронзовый призёр чемпионата России: 1993/94 

 Победитель международного турнира «Futor Cup» (Хапаранда, Швеция): 1995
«Кузбасс»
 Серебряный призёр чемпионата России (4): 2003/04, 2004/05, 2005/06, 2008/09 

 Бронзовый призёр чемпионата России (6): 2000/01, 2001/02, 2002/03, 2006/07, 2007/08, 2009/10 

 Обладатель Кубка России (3): 2001, 2003, 2007 

 Финалист Кубка России: 2005 (весна) 

 Бронзовый призёр Кубка России (2): 2004, 2008 

 Серебряный призёр чемпионата России по мини-хоккею: 2000
Сборная России
 Бронзовый призёр чемпионата мира: 2004 

 Бронзовый призёр Кубка губернатора Московской области: 2003 

 Серебряный призёр Международного турнира на призы Правительства России: 2002 (в составе второй сборной России)
Личные
- В списке 22-х лучших игроков сезона (4): 2001, 2002, 2003, 2004

## Статистика выступлений

### Клубная
| Сезон     | Клуб               | Чемпионат | Чемпионат | Чемпионат | Чемпионат | Чемпионат  | Кубок | Кубок | Кубок | Кубок | Кубок  |
| Сезон     | Клуб               | И         | М         | П         | О         | Ш          | И     | М     | П     | О     | Ш      |
| --------- | ------------------ | --------- | --------- | --------- | --------- | ---------- | ----- | ----- | ----- | ----- | ------ |
| 1991/1992 | Саяны (Абакан)     | 23        | 0         |           | 0         | 10         | ?     | 0     |       | 0     | ?      |
| 1992/1993 | Саяны (Абакан)     | 25        | 0         |           | 0         | 85         | 4     | 0     |       | 0     | 20     |
| 1993/1994 | Саяны (Абакан)     | 29        | 2         |           | 2         | 70         | 5     | 0     |       | 0     | 10     |
| 1994/1995 | Саяны (Абакан)     | 24        | 0         |           | 0         | 75         | 4     | 0     |       | 0     | ?      |
| 1995/1996 | Саяны (Абакан)     | 24        | 0         |           | 0         | 90         |       |       |       |       |        |
| 1996/1997 | Саяны (Абакан)     | 28        | 0         |           | 0         | 35         | ?     | 0     |       | 0     | ?      |
| 1997/1998 | Саяны (Абакан)     | 30        | 0         |           | 0         | 60         | ?     | 0     |       | 0     | ?      |
| 1998/1999 | Саяны (Абакан)     | 26        | 0         |           | 0         | 75         | 4     | 1     |       | 1     | 10     |
| 1999/2000 | Кузбасс (Кемерово) | 26        | 2         | 2         | 4         | 55         | 5     | 0     | 0     | 0     | 15     |
| 2000/2001 | Кузбасс (Кемерово) | 28        | 1         | 3         | 4         | 45+К       | 9     | 1     | 0     | 1     | 45+К   |
| 2001/2002 | Кузбасс (Кемерово) | 28        | 1         | 4         | 5         | 45         | 14    | 1     | ?     | ?     | ?      |
| 2002/2003 | Кузбасс (Кемерово) | 28        | 2         | 4         | 6         | 105        | 14    | 2     | 2     | 4     | ?      |
| 2003/2004 | Кузбасс (Кемерово) | 26        | 2         | 2         | 4         | 40         | 11    | 1     | ?     | ?     | ?      |
| 2004/2005 | Кузбасс (Кемерово) | 28        | 0         | 1         | 1         | 60         | 11    | 1     | 0     | 1     | 0      |
| 2005/2006 | Кузбасс (Кемерово) | 25(1)     | 3(0)      | 2(1)      | 5(1)      | 60(0)      | 9     | 1     | 2     | 3     | 20     |
| 2006/2007 | Кузбасс (Кемерово) | 30(1)     | 3(0)      | 2(0)      | 5(0)      | 110(0)     | 10    | 0     | 1     | 1     | 25     |
| 2007/2008 | Кузбасс (Кемерово) | 30(1)     | 0(0)      | 1(0)      | 1(0)      | 95(0)      | 16    | 0     | 1     | 1     | 80     |
| 2008/2009 | Кузбасс (Кемерово) | 23        | 0         | 1         | 1         | 85         | 12    | 0     | 0     | 0     | 20     |
| 2009/2010 | Кузбасс (Кемерово) | 35        | 0         | 1         | 1         | 150+К      | 7     | 1     | 0     | 1     | 25+К   |
| 2010/2011 | Кузбасс (Кемерово) | 34        | 0         | 1         | 1         | 100        | 11    | 0     | 1     | 1     | 30     |
| 2011/2012 | Кузбасс (Кемерово) | 30        | 1         | 0         | 1         | 150        | 6     | 0     | 0     | 0     | 10     |
| 2012/2013 | Кузбасс (Кемерово) | 27        | 0         | 0         | 0         | 80         | 6     | 0     | 0     | 0     | 60     |
| Всего     | 22 сезона          | 608(3)    | 17(0)     | 24(1)     | 41(1)     | 1680(0)+2К | 171   | 9     | 12    | 21    | 480+2К |

#### ВКубке мира
| Год   | Игры | Мячи |
| ----- | ---- | ---- |
| 1999  | 3    | 0    |
| 2001  | 3    | 0    |
| 2003  | 5    | 1    |
| 2004  | 4    | 0    |
| 2005  | 4    | 0    |
| 2008  | 3    | 0    |
| 2009  | 4    | 0    |
| 2010  | 6    | 0    |
| 2011  | 3    | 0    |
| 2012  | 3    | 0    |
| Всего | 38   | 1    |

Источник:

### В сборной России
| Сезон   | Игры | Мячи |
| ------- | ---- | ---- |
| 2002/03 | 2    | 1    |
| 2003/04 | 10   | 2    |
| Всего   | 12   | 2    |

|    | Лидчёпинг   | 9 октября 2002   | Водник (Архангельск)    | 10:6 | -  | Товарищеский матч                                        |
| 1  | Лидчёпинг   | 10 января 2003   | Швеция                  | 8:4  | 25 | Товарищеский матч                                        |
| 2  | Венерсборг  | 12 января 2003   | Швеция                  | 3:4  | -  | Товарищеский матч                                        |
|    | Красногорск | 9 декабря 2003   | Россия - 2              | 7:4  | ?  | Товарищеский матч                                        |
| 3  | Красногорск | 10 декабря 2003  | Норвегия                | 7:2  | -  | Кубок губернатора Московской области                     |
|    | Красногорск | 10 декабря 2003  | Швеция - 2              | 2:2  | -  | Кубок губернатора Московской области                     |
|    | Красногорск | 11 декабря 2003  | Московская область      | 6:3  | 55 | Кубок губернатора Московской области                     |
| 4  | Красногорск | 11 декабря 2003  | Финляндия               | 6:0  | 44 | Кубок губернатора Московской области                     |
|    | Красногорск | 12 декабря 2003  | Россия - 2              | 8:0  | -  | Кубок губернатора Московской области                     |
| 5  | Красногорск | 12 декабря 2003  | Швеция                  | 3:3  | -  | Кубок губернатора Московской области                     |
| 6  | Красногорск | 13 декабря 2003  | Швеция                  | 5:7  | -  | Кубок губернатора Московской области — полуфинал         |
|    | Красногорск | 14 декабря 2003  | Швеция - 2              | 3:2  | -  | Кубок губернатора Московской области — матч за 3-е место |
| 7  | Вестерос    | 1 февраля 2004   | Норвегия                | 6:3  | -  | Чемпионат мира                                           |
| 8  | Упсала      | 2 февраля 2004   | Казахстан               | 10:3 | -  | Чемпионат мира                                           |
| 9  | Стокгольм   | 3 февраля 2004   | Швеция                  | 3:4  | -  | Чемпионат мира                                           |
| 10 | Грангесберг | 4 февраля 2004   | Финляндия               | 3:4  | -  | Чемпионат мира                                           |
| 11 | Сандвикен   | 7 февраля 2004   | Финляндия               | 3:4  | -  | Чемпионат мира — полуфинал                               |
| 12 | Вестерос    | 8 февраля 2004   | Казахстан               | 5:2  | -  | Чемпионат мира — матч за 3-е место                       |
|    | Эдсбюн      | 13 сентября 2004 | Эдсбюн (Эдсбюн, Швеция) | 4:5  | -  | Товарищеский матч                                        |

Итого: 12 матчей / 2 мяча;   6 побед, 1 ничья, 5 поражений.
Источник:

### Комментарии
1. ↑  Количество игр и голов за клуб(ы) в высшем дивизионе чемпионатов СНГ/России
2. ↑  Результативные передачи
3. ↑  В скобках указаны очки, набранные в аннулированном матче с красногорским «Зорким». Во втором полуфинальном матче чемпионата страны, который прошёл 11 марта в Кемерове, игроки гостей покинули поле примерно за 20 минут до финального свистка из-за несправедливого, по их мнению, судейства. В этот момент счёт на табло был 7:1 в пользу «Кузбасса» (первую встречу выиграл «Зоркий» — 4:1). Главный тренер «Кузбасса» Сергей Мяус заявил, что, по его мнению, у соперников просто сдали нервы. Команде «Зоркий» засчитано техническое поражение (5:0). По сумме двух полуфинальных игр победа присуждена команде «Кузбасс»
4. ↑  В скобках указаны очки, набранные в аннулированном матче с иркутской «Байкал-Энергией». 16 декабря в Кемерово, незадолго до финального свистка, игроки гостей, недовольные несправедливым, по их мнению, судейством, самовольно всей командой удалились на скамейку штрафников
5. ↑  В скобках указаны очки, набранные в аннулированном матче с читинским «СКА-Забайкальцем», который снялся с чемпионата страны в связи с отсутствием финансирования